# 渡邊由紀
渡邊由紀（日语：渡邉 由紀，1981年4月22日—），日本女性前配音員。出身於東京都。身高168cm。A型血。已婚。

## 簡介
出道以來從屬I'm enterprise，2004年退休，現在的工作是一般主婦兼動物醫院的護理人員。
曾在退出配音界之後以嘉賓的身分，參加和她同期的聲優榎本溫子與山本麻里安舉辦的演出活動，同時與榎本、山本共3人一起獻唱之前共演的動畫《男女蹺蹺板》歌曲。

### 人物
興趣有打高爾夫、海外電影鑑賞，特長是自小開始學習的鋼琴彈奏，即使長大之後彈奏的次數頻繁減少，至今仍然還是有繼續學習。
現在溜狗散步已經成為她每天要做的課題。另外偶爾會前往她的童年玩伴現在開的公司幫忙或者是打工。
從小很喜歡看漫畫，但因為用眼過度所以視力不是很好。

## 演出作品

### 電視動畫
1998年
- 男女蹺蹺板（宮澤月野）

2000年
- 幻影死神（鈴木康子）
- 第一神拳（女孩子）

2001年
- 學園戰記無量（日语：学園戦記ムリョウ）（進藤秋美、中島碧、森村由香梨）
- 花右京女侍隊（御用隊三人娘／珊瑚）

2003年
- 急救超人兵團（歐姬瓦拉）

2004年
- 妄想代理人（女高中生）

### 廣播節目
※記號表示說明網路廣播。
- Radio Dottoai 渡邊由紀的媽媽咪～呀（日语：ラジオどっとあい）（1999年，BBQR（日语：BBQR））※
- VOICE CREW（日语：VOICE CREW）（2000年，NACK5（日语：エフエムナックファイブ））

### CD
- 565 增補改訂版（旁白）

## 外部連結
- （日語）－渡邊由紀的個人部落格。